# Motoi Sakuraba
Motoi Sakuraba (japanisch 桜庭 統 Sakuraba Motoi; * 5. August 1965 in der Präfektur Akita) ist ein japanischer Musiker und Komponist für Computerspiele, TV- und Animeserien.

## Wirken
Von 1983 bis 1985 studierte Sakuraba an der Meiji-Universität. Dort gründete sich die Progressive-Rock-Band Deja-Vu mit ihm am Keyboard und als Komponist, die 1988 das Studioalbum Baroque in the Future herausbrachte, sich aber bereits 1989 wieder auflöste. Im Jahr 1990 folgte ein Soloalbum, das vom Musikmagazin eclipsed 2012 in eine Top-40-Liste der japanischen Prog-Alben aufgenommen wurde.
Im 1989 Jahr wurde Sakuraba bei Wolf Team (später Namco Tales Studio), einem Entwicklerstudio von Namco Bandai, angestellt. Sakuraba komponierte seitdem für zahlreiche Spiele des Unternehmens, aber auch für Studios wie Camelot, tri-Ace oder tri-Crescendo, die aus Ex-Mitgliedern von Wolf Team gegründet wurden. Chris Person vom Spielemagazin Kotaku bezeichnete Sakuraba als einen der produktivsten, am härtesten arbeitenden Komponisten und sein Œuvre als “massive and consistent” (deutsch: „gewaltig und beständig“).

## Werk
| Eine Liste von Spielen, deren Musik Sakuraba allein oder mit Anderen komponierte: - Sol-Feace (Sega Genesis 1990, Wolf Team) - Granada (Genesis 1990, Wolf Team) - Final Zone (Genesis 1990, Wolf Team) - Zan: Yasha Enbukyoku (Genesis 1990, Wolf Team) - El Viento (Genesis 1991, Wolf Team) - Earnest Evans (Genesis 1991, Wolf Team) - Arcus Odyssey (Genesis, SNES 1991, Wolf Team) - Road Avenger (Sega CD 1993, Wolf Team) - Neugier: Umi to Kaze no Kōdō (SNES 1993, Wolf Team) - Devastator (Sega CD 1993, Wolf Team) - Anett Futatabi (Sega CD 1993, Wolf Team) - Tenshi no Uta: Shiroki Tsubasa no Inori (SNES 1994, Wolf Team) - Cosmic Fantasy 4: Ginga Shōnen Densetsu - Totsunyū-hen (PC Engine 1994, Wolf Team) - Tales of Phantasia (SNES, PlayStation 1995, Wolf Team) - Star Ocean (SNES 1996, tri-Ace) - Shining the Holy Ark (Sega Saturn 1996, Camelot) - Tales of Destiny (PlayStation 1997, Wolf Team) - Hot Shots Golf (PlayStation 1997, Camelot) - Star Ocean: The Second Story (PlayStation 1998, tri-Ace) - Valkyrie Profile (PlayStation 1999, tri-Ace) - Mario Golf (Nintendo 64, Game Boy Color 1999, Camelot) - Mario Tennis (N64, Game Boy Color 1999, Camelot) - Star Ocean: Blue Sphere (Game Boy Color 2001, tri-Ace) - Golden Sun (Game Boy Advance 2002, Camelot) - Golden Sun: The Lost Age (Game Boy Advance 2002, Camelot) - Tales of Symphonia (GameCube, PlayStation 2 2003, Namco Tales Studio) - Baten Kaitos: Die Schwingen der Ewigkeit und der verlorene Ozean (GameCube 2003, tri-Crescendo) - Mario Golf: Toadstool Tour (GameCube 2004, Camelot) - Star Ocean: Till the End of Time (PlayStation 2 2004, tri-Ace) - Mario Power Tennis (GameCube 2004, Camelot) - Mario Golf: Advance Tour (Game Boy Advance 2004, Camelot) - Tales of the Abyss (PlayStation 2 2005, Namco Tales Studio) - Radiata Stories (PlayStation 2 2005, tri-Ace) - Mario Tennis: Power Tour (Game Boy Advance 2005, Camelot) - Baten Kaitos Origins (GameCube 2006, tri-Crescendo) - Valkyrie Profile: Lenneth (PlayStation Portable 2007, tri-Ace) - Valkyrie Profile 2: Silmeria (PlayStation 2 2007, tri-Ace) - Soulcalibur Legends (Wii 2007, Namco Tales Studio) - Eternal Sonata (PlayStation 3, Xbox 360 2008, tri-Crescendo) - Tales of Symphonia: Dawn of the New World (Wii 2008, Namco Tales Studio) - Valkyrie Profile: Covenant of the Plume (Nintendo DS 2008, tri-Ace) - Tales of Vesperia (PlayStation 3, Xbox 360 2009, Namco Tales Studio) - Super Smash Bros. Brawl (Wii 2008, Sora) - Half-Minute Hero (PlayStation Portable 2009) - Resonance of Fate (PlayStation 3, Xbox 360, Windows, 2010, tri-Ace) - Golden Sun: Die dunkle Dämmerung (Nintendo DS 2010, Camelot) - Dark Souls (PlayStation 3, Xbox 360 2011, FromSoftware) - Kid Icarus: Uprising (Nintendo 3DS 2012, Sora) - Mario Tennis Open (3DS 2012, Camelot) - Dark Souls 2 (PlayStation 3, Xbox 360, PC 2014, FromSoftware) - Exist Archive: The Other Side of the Sky (PlayStation 4, PlayStation Vita, 2015, tri-Ace) | - Otenki Onee-san (1997) - Tōmei Shōjo Air (1998) - Cyber Bishōjo Teromea (1998) - Sennen Ōkoku III Jūshi Vanny Knights (1999) - Saiyuki (2000–2001) - Star Ocean EX (2001) - Atashin’chi (2002–2009) - Weiß Kreuz Glühen (2002) - Umigame to Shōnen (2002) - Bōken Yūki Pluster World (2003–2004) - Tales of the Abyss (2008–2009) - Deja-Vu: Baroque in the Future (1988, Neuauflage 2011) - Gikyokuonsou (戯曲音創, Gikyoku Onsō; 1990, Soloalbum, Neuauflage 2011) - Force of Light (1998, Soloalbum, Neuauflage 2011) - Forest of Glass (2008, Soloalbum) - After All… (2011, Soloalbum) - What’s Up? (2013, Soloalbum) Gikyokuonsou, Force of Light und What’s Up? wurden ebenfalls beim französischen Progressive-Rock-Label Musea verlegt. |